# Riodina lysippoides
Riodina lysippoides is een vlindersoort uit de familie van de prachtvlinders (Riodinidae), onderfamilie Riodininae.
Riodina lysippoides werd in 1882 beschreven door Berg.